# Ананко, Дмитрий Васильевич
Дми́трий Васи́льевич Ана́нко (род. 29 сентября 1973, Новочеркасск, Ростовская область) — советский и российский футболист, защитник. Известен по выступлениям за футбольный клуб «Спартак» Москва, участвовал в девяти чемпионских сезонах «Спартака» в России. Обладатель восьми золотых медалей. Имеет четыре высших образования.

## Клубная карьера
Выступал за команды «Спартак» Москва (1991—2002), «Ростсельмаш» Ростов-на-Дону (1995, аренда), «Аяччо», Франция (2002—2003), «Торпедо-Металлург» Москва (2003), «Лукойл» Челябинск (2004).
Всего в высшей лиге чемпионата России сыграл 158 матчей. В высшей лиге чемпионата СССР сыграл 7 матчей. Единственный мяч в профессиональной карьере забил в ворота нижегородского «Локомотива» в 1996 году (также забил 4 мяча за дубль «Спартака» во Второй и Третьей лигах).
Ещё будучи футболистом, получил диплом Высшей школы тренеров (ВШТ).
В 2003—2004 годах работал спортивным директором клуба «Торпедо-Металлург».
Завершил свою игровую карьеру в 2005 году, после чего жил в Москве и играл в команде ветеранов ФК «Спартак».

## Карьера в сборной
Сыграл один матч в составе сборной России — 28 февраля 2001 года вышел на замену в игре против сборной Греции (3:3).

## Тренерская карьера
В 2010—2011 годах был тренером юношеской сборной России, составленной из футболистов 1993 г. р.
С 2011 года являлся тренером в штабе Дмитрия Аленичева в тульском «Арсенале», а в 2015 году перешёл вместе с Аленичевым и Егором Титовым в тренерский штаб московского «Спартака». В начале июня 2016 года, по обоюдному согласию с клубом, Ананко покинул «Спартак».
В 2021 году — главный тренер команды «Луч Тим», участвующей в дивизионе «А» чемпионата Москвы среди ЛФК.
В апреле 2023 года вошёл в тренерский штаб Сергея Юрана в клубе «Пари Нижний Новгород» в качестве старшего тренера.

## Коммерческий директор
На срок с 15 июня 2019 года по 30 мая 2021 года заключил контракт с клубом «Тамбов». Но в ноябре 2020 года расторг его по своей инициативе. У клуба задолженность по зарплате перед ним — 2,3 миллиона рублей. Ведётся процедура банкротства. В июне 2021 года суд взыскал в пользу Ананко более 1,9 миллиона рублей по зарплате и более 322 тысяч компенсации за неиспользованный отпуск.

## Достижения
- Чемпион России (9): 1992, 1993, 1994, 1996, 1997, 1998, 1999, 2000, 2001 — рекорд чемпионатов СССР и России[11]
- Бронзовый призёр чемпионата России: 2002
- Обладатель Кубка СССР: 1991/1992
- Обладатель Кубка России (2): 1993/1994, 1997/1998
- В списках 33 лучших футболистов России (2): № 2 — 2000; № 3 — 1998